# Hosszú út lefelé (film)
A Hosszú út lefelé (eredeti cím: A Long Way Down) 2014-ben bemutatott brit–német sötét hangvételű filmvígjáték, melyet Pascal Chaumeil rendezett. A forgatókönyvet Jack Thorne írta, Nick Hornby azonos című 2005-ös regénye alapján. A főbb szerepekben Pierce Brosnan, Toni Collette, Imogen Poots és Aaron Paul látható.
2014. február 10-én mutatták be a Berlini Nemzetközi Filmfesztiválon, a brit mozikban 2014. március 21-én debütált. Bevételi és kritikai szempontból is megbukott: a filmkritikusok elsősorban a könyv adaptációjának hiányosságait bírálták, mellyel szerintük a tehetséges szereplőgárda sem tud mit kezdeni.

## Cselekmény
Újévkor Martin Sharp (Pierce Brosnan) öngyilkosságot fontolgat egy londoni toronyház tetején. Egy Maureen nevű nő (Toni Collette) zavarja meg, akinek hasonló tervei vannak. Nemsokára feltűnik két újabb idegen: egy Jess nevű fiatal lány (Imogen Poots) és egy J.J. névre hallgató pizzafutár fiú (Aaron Paul).
A többiek felismerik Martint, az egykor népszerű televíziós személyiséget, aki börtönbe került, miután tudtán kívül egy kiskorú lánnyal folytatott szexuális kapcsolatot. Maureennek van egy súlyosan fogyatékos fia, Matty. Ápolása minden idejét leköti, ezért évek óta egyhangú, magányos életet él. Jess egy politikus lánya, szüleivel nem felhőtlen a kapcsolata. Az amerikai J.J. egy rockbandában zenélt, új ismerőseinek azt hazudja, halálos betegsége miatt akar végezni magával. Némi beszélgetés után a négy idegen szövetséget köt, elodázva az öngyilkosságot legalább a következő Bálint-napig.
Helyzetük kihasználásához Martin előáll egy tervvel: a nyilvánosság előtt azt hazudják, a tömeges öngyilkosságról egy angyali látomás tántorította el őket. Martin volt tévéműsorában is eladják csodás történetüket, a férfi egykori műsorvezető társa, Penny a kérdéseivel azonban csak súlyosbít a meghívott vendégek depresszióján.
A négy öngyilkosjelölt vakációzni megy, ahol jól érzik magukat, amíg J.J. be nem vallja hazugságát és egy Kathy nevű újságírónő is megzavarja őket. Matty szívrohamot kap, Jess és Maureen ellátogat a kórházba, de J.J.-t nem sikerül elérniük. Rájönnek, hogy Bálint-nap van és megállapodásuk a végéhez ért. Visszatérnek a korábbi háztetőre és sikeresen lebeszélik J.J.-t az öngyilkosságról.
Újév estéjén videóhíváson keresztül lépnek egymással kapcsolatba. Martin a kislányára vigyáz, Maureen egy partin szórakozik, míg J.J. és Jess boldog párkapcsolatban élnek egymással.

## Szereplők
| Színész            | Szerep             | Magyar hang       |
| ------------------ | ------------------ | ----------------- |
| Pierce Brosnan     | Martin Sharp       | Kautzky Armand    |
| Toni Collette      | Maureen Thompson   | Kiss Erika        |
| Imogen Poots       | Jess Crichton      | Földes Eszter     |
| Aaron Paul         | J.J. Maguire       | Szabó Máté        |
| Rosamund Pike      | Penny              | Sipos Eszter Anna |
| Sam Neill          | Crichton miniszter | Kőszegi Ákos      |
| Tuppence Middleton | Kathy Miller       | Molnár Ilona      |
| Joe Cole           | Chas Johnson       | Márkus Sándor     |
| Josef Altin        | Matty, Maureen fia |                   |

## Fordítás
- Ez a szócikk részben vagy egészben  az   A Long Way Down (film) című angol Wikipédia-szócikk fordításán alapul.  Az eredeti cikk szerkesztőit annak laptörténete sorolja fel. Ez a jelzés csupán a megfogalmazás eredetét és a szerzői jogokat jelzi, nem szolgál a cikkben szereplő információk forrásmegjelöléseként.